# Seconda lega delio-attica

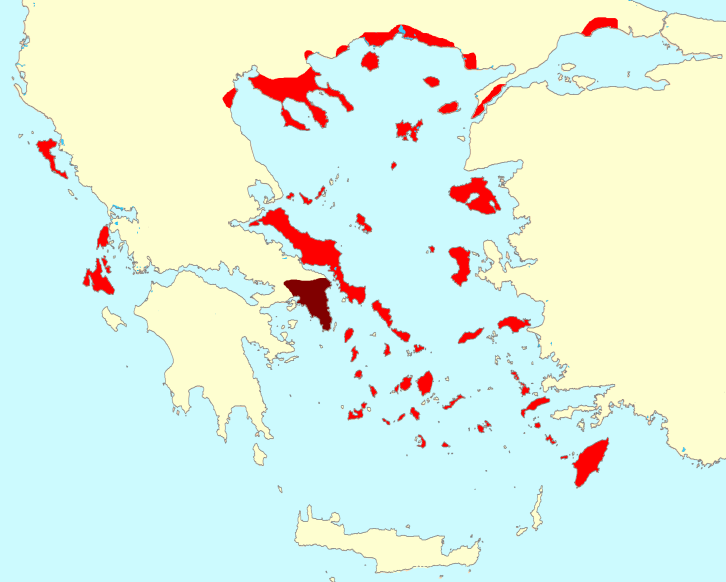
Seconda lega delio-attica

La seconda lega delio-attica fu una lega di città greche, in funzione anti-spartana e anti-persiana, fondata da Atene nel 377 a.C. e sciolta nel 338 a.C.

## Storia
Dopo la pace di Antalcida, avvenuta nel 387/386 a.C., nella primavera del 377 a.C. Atene si fece promotrice di una seconda Lega marittima, che avrebbe garantito il rispetto dell'autonomia politica delle città aderenti e delle decisioni prese dal consiglio federale. Si trattava pertanto di una Lega più egualitaria e meno dominata da Atene rispetto alla precedente Lega Delio-Attica. Scopo della seconda confederazione era quello di creare un contrasto politico-militare all'alleanza tra la Persia e Sparta. 
Tra i membri della Lega vi era anche Tebe, la quale, pur non essendo una città marittima, aveva tuttavia subito l'occupazione spartana tra il 382 ed il 379, ed era riuscita a recuperare la propria indipendenza grazie all'aiuto di Atene.
La flotta della Lega, guidata da generali ateniesi, sconfisse la flotta spartana nelle battaglie di Nasso (376) e di Alizia (375), dopo le quali Sparta fu estromessa dai mari.
La crisi di Sparta e la contemporanea ascesa di Tebe preoccuparono Atene, la quale si avvicinò a Sparta per arginare la nascente potenza di Tebe. Dopo la battaglia di Leuttra la Lega perse il proprio scopo originario: Sparta, ora alleata di Atene, era ormai esclusa dai mari e non poteva più costituire una minaccia per molte città aderenti alla Lega. Nel 357 scoppiò una rivolta delle più importanti città della Lega (Bisanzio, Chio e Coo), la quale durò fino al 355 senza che Atene riuscisse a domarla. Ormai priva dei membri più forti, la Lega divenne uno strumento nelle mani di Atene, ora davvero città egemone dei membri rimasti nell'alleanza. Tuttavia, lo scontro con Filippo II di Macedonia indebolì progressivamente Atene e la Lega fino a quando quest'ultima fu sciolta, nel 338, dopo la battaglia di Cheronea.